# 1989 SE
1989 SE är en asteroid i huvudbältet som upptäcktes den 23 september 1989 av de båda japanska astronomerna Toshimasa Furuta och Yoshikane Mizuno vid Kani-observatoriet.
Den tillhör asteroidgruppen Astraea.